# James Moorhouse
James Moorhouse (* 1. Januar 1924 in Kopenhagen; † 6. Januar 2014) war ein britischer Politiker.

## Leben
Moorhouse besuchte das King’s College London und das Imperial College London und studierte Aeronautik. Er war Mitglied der Conservative Party. Von 1979 bis 1999 war er Abgeordneter im Europäischen Parlament. 1999 verließ er die Conservative Party, weil er mit der Politik der Conservative Party unter William Hague in Bezug auf den Euro nicht einverstanden war und wechselte zur Partei der Liberal Democrats.